# Listen (Lied)

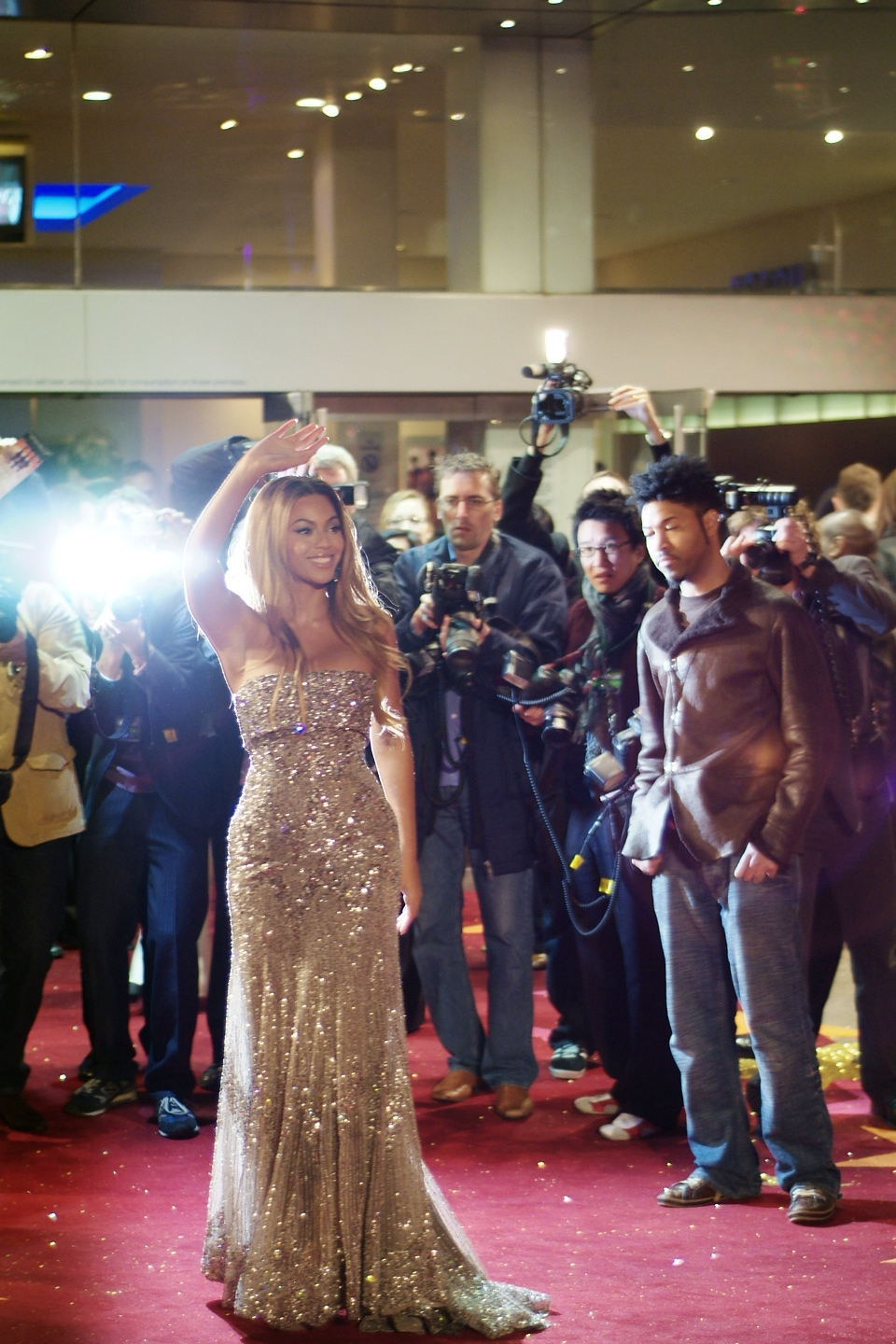
Beyoncé bei der Premiere von Dreamgirls.

Listen ist ein von Henry Krieger, Scott Cutler, Beyoncé Knowles und Anne Preven für den Film Dreamgirls (2006) geschriebenes Lied. Es wurde von Beyoncé gesungen. Die Single erreichte Chartplatzierungen. Das Lied wurde 2007 für den Oscar und für den Golden Globe Award als bestes Filmlied nominiert.

## Veröffentlichung
Listen wurde für die Verfilmung des Broadway-Musicals Dreamgirls geschrieben. Es war eines von vier neuen Liedern in der Musical-Adaption Dreamgirls und wurde, wie auch auf dem veröffentlichten Soundtrack, durch Beyonce Knowles gesungen. Das Lied wird in dem Film zum Ende hin gesungen, wenn die von Beyoncé gespielte Deena Jones sich von ihrem ausbeuterischen Manager und Ehemann (Jamie Foxx) trennt. Es ist dem Genre des Contemporary R&B zuzurechnen. Das Stück Listen war die erste Single-Auskoppelung des Soundtracks.
Bei den Grammy Awards 2007 war Beyoncé in vier Kategorien für ihr Album B’Day nominiert, sang aber in der Show Listen.

## Auszeichnungen und Nominierungen
- Oscars: Listen wurde, wie auch die Lieder Patience (gesungen von Eddie Murphy, Anika Noni Rose und Keith Robinson) und Love You I Do (gesungen von Jennifer Hudson) aus dem Film Dreamgirls 2007 in der Sparte Bester Song für den Oscar nominiert. Die Auszeichnung ging aber an Melissa Etheridges Lied I Need to Wake Up in Eine unbequeme Wahrheit.[5] Allerdings waren nur Henry Krieger, Scott Cutler und Anne Preven als Song-Writer nominiert. Die Oscar-Jury hatte Beyoncé auf Grund von Regel 16 ausgeschlossen, da nur maximal drei Oscars für den Besten Song vergeben werden können.[6]
- Golden Globes: Das Lied war bei den Golden Globe Awards 2007  als bestes Lied nominiert, den Golden Globe erhielt aber The Song of the Heart von Prince aus Happy Feet.[7]
- OFTA Award: Bei den 11. OFTA Awards (2006) wurde Listen mit dem OFTA Award ausgezeichnet. Das Lied war zusammen mit Patience und Love You I Do aus Dreamgirls als Best Original Song nominiert worden.[8]